# Osama Hammad
Osama Saad Hammad Salih al-Qabaili (in arabo أسامة حماد‎?; Agedabia, 1979) è un politico libico, Primo ministro ad interim della Libia dal 17 maggio 2023 e Ministro delle finanze e della pianificazione nel governo di stabilità nazionale dal 3 marzo 2022.

## Biografia
È nato ad Agedabia, in Cirenaica, nel 1979 e si è laureato presso la Bright Star University di Mersa Brega.
È stato nominato Ministro delle finanze nel governo di accordo nazionale di Fayez al-Sarraj nel 2016, rimanendo in carica fino al suo licenziamento nel 2018 per aver espresso sostegno all'Esercito nazionale libico guidato da Khalifa Belqasim Haftar.
Nell'ambito della formazione da parte della Camera dei rappresentanti del governo di stabilità nazionale guidato da Fathi Bashagha nel 2022, il nome di Hamman figurò tra i ministri con delega a finanze e pianificazione. Successivamente alla sospensione di Bashagha, Hamman è stato nominato Primo ministro ad interim, in contrapposizione al governo di unità nazionale guidato da Abdul Hamid Mohammed Dbeibeh, insediandosi a Bengasi il 17 maggio 2023.